# 汪海健
汪海健（2000年8月2日—）是一名中国足球运动员，昵称飘飘欲仙，目前在上海申花队担任中场 。2019年7月24日足協杯對陣天津泰達時在第88分鐘替補高迪，首次代表申花參加正式比賽。